# Phedimus stoloniferus
Phedimus stoloniferus ist eine Pflanzenart der Gattung Phedimus innerhalb der Pflanzenfamilie der Dickblattgewächse (Crassulaceae).

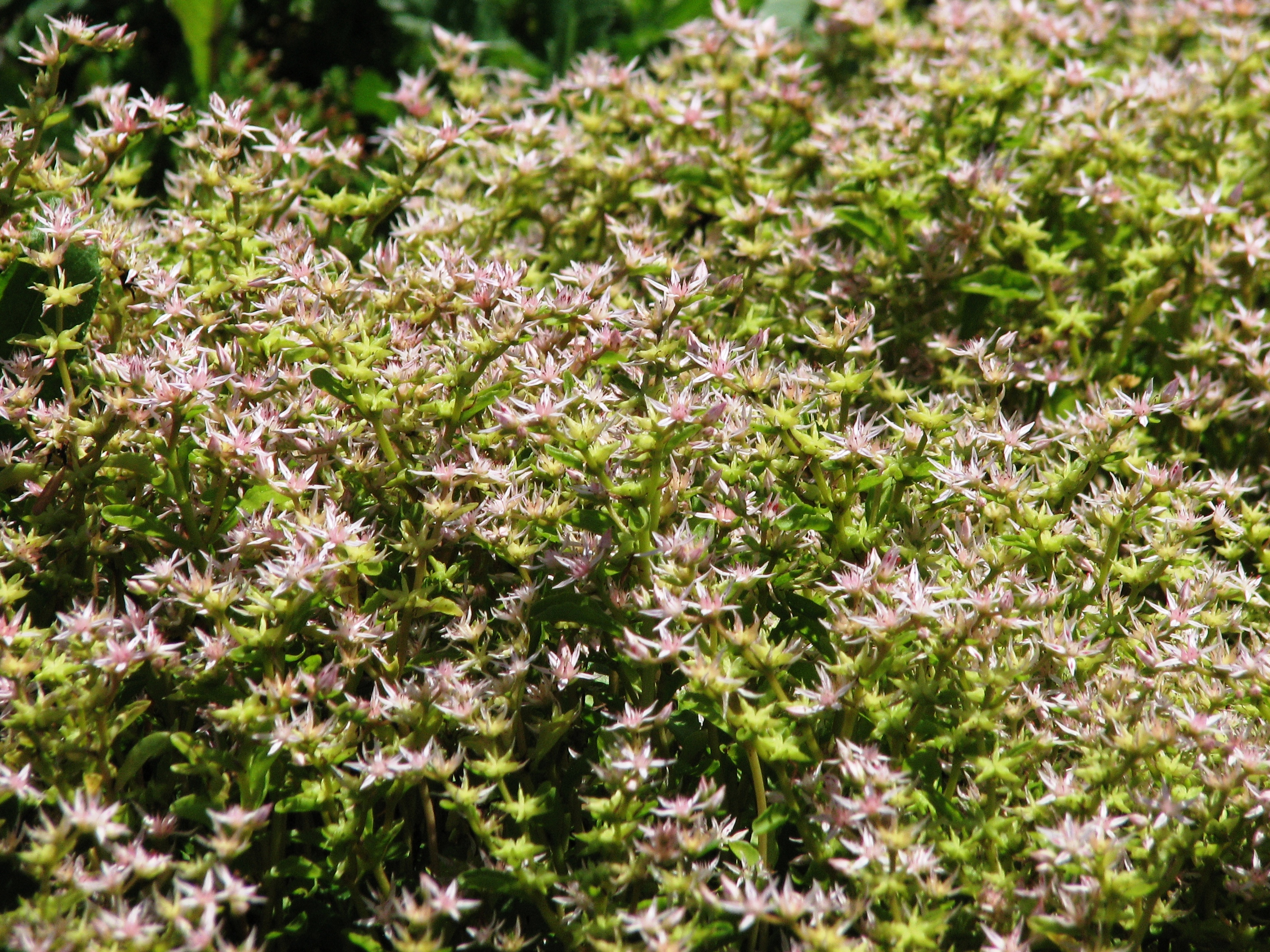
Bestand des Ausläuferbildenden Fettkrauts (Phedimus stoloniferus)

## Beschreibung
Phedimus stoloniferus ist eine ausdauernde krautige Pflanze. Sie wächst mit kriechenden, verzweigten Trieben, die bis 12 Zentimeter lang sind und an den Knoten Wurzeln ausbilden. Die verkehrt eiförmigen bis kreisrunden oder elliptischen Blätter sind gegenständig angeordnet und sitzen zu den Triebspitzen hin dicht gedrängt. An den Rändern sind sie undeutlich gekerbt oder gezähnt. Die fleischige Blattspreite ist 10 bis 25 Millimeter lang und 6 bis 10 Millimeter breit.
Die Blütentriebe sind aufrecht oder aufsteigend und 10 bis 45 Zentimeter lang. Ihr Blütenstand bildet (10- bis) 20- bis 30-blütige Ebensträusse. Die breit verkehrt lanzettlichen, fein warzigen Brakteen sind 4 bis 8 Millimeter lang. Die fünfzähligen Blüten sind sitzend. Ihre verkehrt lanzettlichen, kahlen, 2,5 bis 4,5 Millimeter langen Kelchblätter sind bis zu 1 Millimeter miteinander verwachsen. Die hellrosafarbenen, breit ausgebreiteten Kronblätter sind lanzettlich, besitzen ein kurz aufgesetztes Spitzchen und sind 6 bis 8 Millimeter lang. Staubfäden sind 3,5 bis 8 Millimeter lang, die Staubbeutel sind rot. Der 5 bis 6 Millimeter lange Fruchtknoten ist basal verwachsen, sternförmig ausgebreitet und kahl.
Die Samen sind 1 Millimeter lang und 0,5 Millimeter breit.
Die Chromosomenzahl ist {\displaystyle 2n=14}.

## Systematik und Verbreitung
Phedimus stoloniferus ist im Kaukasus, im Norden Irans im Bergland von Talish sowie im Osten der Türkei im Norden Kleinasiens und in der Provinz Hatay in Wäldern und feuchten Feldrainen in Höhenlagen bis 2150 Metern verbreitet. Phedimus stoloniferus wird in Europa und Nordamerika häufig kultiviert und kommt dort oft verwildert vor. In der Schweiz kommt es an einigen Stellen im Mittelland vor. Die Art gilt dort als schwer bekämpfbares Unkraut. Sie gedeiht hier in kalkarmen, lehmigen Hackfruchtäckern (Verband Polygono-Chenopodion), auf Wiesen und an Wegrändern.
Die Erstbeschreibung als Sedum stoloniferum erfolgte 1774 durch Samuel Gottlieb Gmelin in Reise durch Russland zur Untersuchung der drey Natur-Reiche. Band 3, S. 311. Henk ’t Hart stellte die Art 1995 in die Gattung Phedimus. Ein Synonym ist Asterosedum stoloniferum (S.G.Gmel.) Grulich.

## Nachweise